# Design rule for Camera File system
Design rule for Camera File system (abgekürzt DCF) ist ein Dateisystem-Standard der Japan Electronics and Information Technology Industries Association (JEITA), der plattformübergreifend und herstellerunabhängig von Digitalkameras implementiert wird. Die Spezifikation definiert spezielle Verzeichnisstrukturen, Dateinamen, Zeichensätze, Dateiformate und Metadatenformate. So müssen DCF-Dateien Metadaten im Standardformat Exif und ein 160 mal 120 Pixel messendes JPEG-Vorschaubild als Miniaturansicht beinhalten.
Das Hauptverzeichnis des Dateisystems in einer DCF-konformen Digitalkamera enthält einen Ordner DCIM (Digital Camera Images). In diesem befinden sich eventuell mehrere Unterverzeichnisse, in denen die eigentlichen Bilder gespeichert werden. Die Namen der Verzeichnisse müssen dem Muster „drei Ziffern, gefolgt von fünf beliebigen Zeichen“ folgen (z. B. 100_PANA). Jedes Verzeichnis muss eine andere Zahl erhalten. Gewöhnlich werden die Verzeichnisse durchnummeriert (z. B. 100_PANA, 101_PANA, 102_PANA etc.).
Für die Dateinamen gelten folgende Regeln: Sie bestehen aus acht Zeichen, die ersten vier sind alphanumerische Zeichen, meist „DSC_“ oder „DSC0“.
Darauf folgt eine vierstellige Nummer mit führenden Nullen, danach folgt von einem Punkt getrennt der drei-buchstabige Dateityp. 
Ab der Definition DCF 2.0 wird der Farbraum in die vier ersten Zeichen kodiert, zurzeit nur sRGB oder Adobe RGB. sRGB-Bilder fangen mit einem beliebigen alphanumerischen Zeichen an, Bilder in Adobe RGB beginnen mit einem Unterstrich („_“), so dass dort die ersten vier Zeichen typischerweise „_DSC“ sind.